# Военно-морское училище Испании
Военно-морское училище (исп. Escuela Naval Militar, ENM) — военное учебное заведение, занимающееся подготовкой офицеров для ВМС Испании. Расположено в городе Марин.

## История
Было основано Хосе Патиньо в 1717 году в Кадисе как Королевская рота гардемаринов (исп. Real Compañía de Guardias Marinas). В 1751 году его возглавил известный учёный и администратор Хорхе Хуан-и-Сантасилиа. В 1769 году его перевели в Сан-Фернандо, в 1845 оно было названо военно-морским колледжем, современное название оно получило в 1913 году. Было переведено в Марин в 1943 году.